# إيرل فيلتون
إيرل فيلتون (بالإنجليزية: Earl Felton)‏ هو كاتب سيناريو أمريكي، ولد في 19 أكتوبر 1910 في ساندوسكي في الولايات المتحدة، وتوفي في 2 مايو 1972 في إستوديو سيتي ‏ في الولايات المتحدة.

## وصلات خارجية
- إيرل فيلتون على موقع IMDb (الإنجليزية)
- إيرل فيلتون على موقع أول موفي (الإنجليزية)
- إيرل فيلتون على موقع قاعدة بيانات الأفلام السويدية (السويدية)
- إيرل فيلتون على موقع قاعدة بيانات الفيلم (الإنجليزية)
- إيرل فيلتون على موقع كينوبويسك (الروسية)